# Solvejg D'Assunta
Solvejg D'Assunta, nata Anna Maria D'Assunta (Roma, 1º aprile 1941), è un'attrice, doppiatrice e direttrice del doppiaggio italiana.

## Biografia
Figlia dell'attore palermitano Rocco D'Assunta, si è formata presso l'Accademia nazionale d'arte drammatica ed è specializzata in dialetti. Ha cambiato il suo nome di battesimo da Anna Maria a Solvejg a seguito di un viaggio spirituale che fece da giovane in India. In passato è stata sotto contratto con la S.A.S. e la C.D.C. poi C.D., e in seguito è stata attiva in esclusiva come doppiatrice e direttrice del doppiaggio per la C.V.D.. Fra le attrici da lei doppiate Claudia Cardinale ne Il Gattopardo, Maria Antonietta Beluzzi in Amarcord, Katina Paxinou nel ridoppiaggio in DVD di Per chi suona la campana, Irina Sanpiter in Bianco, rosso e Verdone, Olympia Dukakis ne Il club delle vedove, Ruth Brown in Grasso è bello, Bette Midler in The Rose e molte altre. 
Ha doppiato inoltre Darlene Conley nella soap opera Beautiful, dove l'attrice statunitense interpretava Sally Spectra. Attiva anche come caratterista, è apparsa in numerose pellicole come Chi si ferma è perduto (1960) di Sergio Corbucci e Io, io, io... e gli altri (1966) di Alessandro Blasetti. Nel maggio 2007 le è stata conferita una menzione speciale alla quarta edizione del Leggio d'oro. Sempre nel 2007 ha abbandonato la professione di doppiatrice dopo più di quarant'anni di attività trasferendosi in Spagna, anche se nel 2012 e nel 2013 è tornata occasionalmente a doppiare il personaggio di Sally Spectra, apparso in alcuni flashback di Beautiful.

## Vita privata
Sposata con l'attore e doppiatore Marzio Margine, è madre dell'ex-attore e ballerino Massimiliano Margine. Nel 2007, assieme al marito, ha lasciato l'Italia e si è trasferita in Spagna, dove da tempo si era stabilito a vivere il figlio.

## Filmografia

### Cinema
- Chi si ferma è perduto, regia di Sergio Corbucci (1960)
- Saffo, venere di Lesbo, regia di Pietro Francisci (1960)
- Liolà, regia di Alessandro Blasetti (1963)
- La ragazza del bersagliere, regia di Alessandro Blasetti (1966)
- Io, io, io... e gli altri, regia di Alessandro Blasetti (1966)
- La battaglia dei Mods, regia di Franco Montemurro (1966)
- Colpo di sole, regia di Mino Guerrini (1968)
- La vendetta è il mio perdono, regia di Roberto Mauri (1969)
- Eros e Thanatos, regia di Marino Girolami (1969)
- Sai cosa faceva Stalin alle donne?, regia di Maurizio Liverani (1969)
- Lo chiameremo Andrea, regia di Vittorio De Sica (1972)
- Amore e ginnastica, regia di Luigi Filippo D'Amico (1973)
- Remo e Romolo - Storia di due figli di una lupa, regia di Castellacci e Pingitore (1976)
- Il casinista, regia di Pier Francesco Pingitore (1980)
- Gian Burrasca, regia di Pier Francesco Pingitore (1982)

### Televisione
- Extra, regia di Daniele D'Anza – miniserie TV (1976)
- I vecchi e i giovani, regia di Marco Leto – miniserie TV (1979)
- Ladri si nasce, regia di Pier Francesco Pingitore – film TV (1997)
- Il Pirata - Marco Pantani, regia di Claudio Bonivento – film TV (2007)

## Doppiaggio

### Film
- Whoopi Goldberg in Fatal Beauty, Moonlight & Valentino, L'agguato - Ghosts from the Past, Natale con i Muppet
- Bette Midler in Storie di amori e infedeltà, Il club delle prime mogli, Questo pazzo sentimento, The Rose
- Brenda Vaccaro in Amo mia moglie, Una donna tutta sola, Supergirl, la ragazza d'acciaio
- Shelley Winters in Stop a Greenwich Village, Zingari, Deja vu
- Andréa Ferréol in Il cappotto di Astrakan, Tre fratelli, L'ultimo metrò
- Louise Fletcher in Gang, Fat City
- Kiti Mánver in Mai visto
- Claudia Cardinale in Il Gattopardo
- Maggie Smith in Sister Act 2 - Più svitata che mai
- Kathy Bates in Una casa tutta per noi
- Judy Davis in Mariti e mogli
- Marianne Sägebrecht in La guerra dei Roses
- Mary Jo Catlett in La signora ammazzatutti
- Oprah Winfrey in Il colore viola
- Madeline Kahn in A proposito di omicidi...
- Anne Bancroft in Tentazioni d'amore
- Lelia Goldoni in Alice non abita più qui
- Ruth Brown in Grasso è bello
- Anita Ekberg in Dov'era lei a quell'ora?
- Lainie Kazan in Il mio grosso grasso matrimonio greco
- Lucille Benson in 1941 - Allarme a Hollywood
- Rosaleen Linehan in About Adam
- Marge Redmond in Misterioso omicidio a Manhattan
- Olympia Dukakis in Il club delle vedove
- Robin Bartlett in Pensieri pericolosi
- Tovah Feldshuh in Baciati dalla sfortuna
- Maureen Stapleton in Interiors
- Mary Walsh in Mambo italiano
- Susan Clark in Airport '75
- Hanna Schygulla in Storia di Piera
- Geneviève Brunet in La città dei bambini perduti
- Mona Malm in Con le migliori intenzioni
- Monica Lewis in Terremoto
- Loretta Leversee in Chi è l'altro?
- Edwige Launay in Cyrano de Bergerac
- Irene Papas in Oceano
- Carmen Maura in ¡Ay, Carmela!
- Lourdes Coimbra in Donna Flor e i suoi due mariti
- Christl Mardayn in La giovane regina Vittoria (ridoppiaggio TV)
- Katina Paxinou in Per chi suona la campana (ridoppiaggio DVD)
- Bernadette Lafont in Mica scema la ragazza!
- Regina Torné in La terrificante notte dei robot assassini
- Terry Liu in Inframan - L'altra dimensione
- Sandy Allen in Il Casanova di Federico Fellini
- Irina Sanpiter in Bianco, rosso e Verdone
- Maria Antonietta Beluzzi in Amarcord
- Berta D. Dominguez in Mamma Ebe
- Edwige Fenech in Cornetti alla crema, La poliziotta a New York, Ricchi, ricchissimi... praticamente in mutande
- LaTanya Richardson in Amarsi
- Mary Pat Gleason e Irene Olga López in Basic Instinct
- Dagmar Lassander in Occhio, malocchio, prezzemolo e finocchio, Zucchero miele e peperoncino
- Barbara Bouchet in La moglie in vacanza... l'amante in città
- Maria Baxa in Spogliamoci così senza pudor...
- Gail Strickland in L'uomo della luna
- Jessica Harper in Amore e guerra

### Film animazione
- Adelina Bla Bla in Gli Aristogatti
- la Regina ed Evil-Lyn ne Il segreto della spada
- Piperita Patty in Snoopy cane contestatore
- Tantona in Galline in fuga
- Big Bertha in Fritz il gatto (ridoppiaggio)

### Serie televisive
- Maya Angelou in Radici
- Carmen McRae in Radici: le nuove generazioni
- Dianne Wiest in Il magico regno delle favole
- Betty Phillips in La leggenda di Earthsea
- Diana Stevan in In corsa contro il tempo
- Cicely Tyson in Il prezzo del paradiso
- Jackie Burroughs in Nick e la renna che non sapeva volare
- Madge Sinclair in Il bambino che nessuno voleva
- Linda Lavin in Alice
- Irene Vernon e Kasey Rogers in Vita da strega
- Polly Bergen in Desperate Housewives (stagione 3)
- Beverly Garland in Settimo cielo
- Candice Bergen in Sex and the City
- Ellen Travolta in Baby Sitter
- Dolores Mantez in UFO
- Michelle Sweeney in Student Bodies
- Ann Beach in La fattoria di Hannah e Helen
- Felicity Montagu in Suburban Shootout - Casalinghe al massacro
- Rosi Campos in Il castello Ra-Tim-Bum
- Nomsa Xaba in Cuore d'Africa

### Soap opera e telenovelas
- Darlene Conley in Beautiful
- Lola Falana in Capitol
- Tammy Wynette in Capitol
- Jane Powell in Quando si ama
- Eileen Fulton in Così gira il mondo
- Maree Cheetham e Louise Shaffer in Aspettando il domani
- Fernanda Montenegro in Adamo contro Eva

### Cartoni animati
- Slimer in The Real Ghostbusters
- Taiitsukun in Fushigi Yuugi: il gioco misterioso
- Evil-Lyn (2a voce) in He-Man e i dominatori dell'universo
- Kaede in Inuyasha
- Madre di Kappei in Zambot 3

## Prosa televisiva Rai
- Nostra Dea, commedia di Massimo Bontempelli, regia di Silverio Blasi, trasmessa il 29 settembre 1972.